# سازمان بین‌المللی ارتباطات ماهواره‌ای
سازمان بین‌المللی ارتباطات ماهواره‌ای (ITSO) یک سازمان بین‌المللی و مسئول نظارت بر تعهدات خدمات عمومی اینتل‌ست است. دفتر مرکزی این سازمان در واشینگتن دی.سی. آمریکا قرار دارد.
این سازمان از زمان تأسیس خود، نقشی گشاینده در گسترش ارتباطات ماهواره‌ای داشته و باعث جریان اطلاعات، فراتر از مرز کشورها شده‌است. این مسئله برای گسترش بازرگانی و ایجاد صلح، برقراری ارتباط بین کشورهای در حال توسعه و اقتصاد جهانی و ایجاد رقابت در آن‌ها نقش حیاتی داشته‌است.

## بنیان‌گذاری
این سازمان در سال ۱۹۶۴ بر اساس اصل چهارم قطعنامه ۱۷۲۱ مجمع عمومی سازمان ملل متحد تشکیل شد. بر اساس این اصل، کلیه ارتباطات ماهواره‌ای باید بدون هیچ تبعضی برای تمامی ملت‌های جهان قابل دسترسی باشد. این سازمان پیرو اصول پیمان فضایی ماورای جو نیز هست که می‌گوید منابع و منافع موجود در فضای بیرونی جو زمین متعلق به همه کشورهای جهان است.

## اعضا
تا سال ۲۰۱۴، تعداد ۱۴۹ کشور به عضویت این سازمان درآمده‌اند. کشورهای عضو، یک پیمان چندجانبه که با نام توافق سازمان بین‌المللی ارتباطات ماهواره‌ای شناخته می‌شود را امضا و تصویب می‌کنند. بلغارستان این پیمان را در سال ۱۹۹۶ تصویب کرد. اما پس از آن، این پیمان را محکوم کرده و در سال ۲۰۱۲ رسماً از آن خارج شد.

## گسترش
در سال ۲۰۰۱ به منظور جذب سرمایه‌گذاری خصوصی، تأمین کارکرد طولانی مدت سیستم‌های ارتباطی در بازاری که رقابت در آن در حال افزایش است، نوآوری‌های جدیدی که در هر روز ارائه می‌شوند و افزایش هزینه‌های سرمایه‌گذاری، آیین‌نامه این سازمان مورد بازنگری قرار گرفت.
اعضای شورای مرکزی این سازمان (اصلی‌ترین شورای تصمیم‌گیری)، در سال ۲۰۰۰ آیین‌نامه و ابزار حقوقی لازم را برای تأسیس شرکت تجاری و رقابتی «اینتل‌ست با مسئولیت محدود» را فراهم آوردند تا سیستم‌های ماهواره‌ای را کنترل کرده و در بخش فضا، ظرفیتی را در جهت ایجاد روشی سازگار با اصول پوشش و ارتباط جهانی، شاهراه ارتباطی و دسترسی غیر تبعیض‌آمیز فراهم کنند. با این هدف سازمان بین‌المللی ارتباطات ماهواره‌ای، سالانه ۲/۶ میلیارد دلار آمریکا برای بهبود ارتباطات بین‌المللی و پوششی که ارائه می‌شود سرمایه‌گذاری می‌کند. در نتیجه این اقدامات، تعداد ماهواره‌های تحت نظارت این سازمان از ۱۹ عدد در سال ۲۰۰۱ به ۵۳ عدد رسیده‌است.
همزمان، این سازمان، امکانات زمینی خود مانند تلپورت، دفترهای رسمی و ارتباطات فیبر نوری خود را نیز گسترش داده‌است.